# Three Hearts in a Tangle
"Three Hearts in a Tangle" é uma canção escrita por Ray Pennington e Sonny Thompson. Foi primeiramente gravada por Pennington sob o pseudônimo de "Ray Starr" pela King Records em 1958. Pennington ficou insatisfeito com a qualidade da gravação e o retirou de circulação rapidamente. Em 1961 Roy Drusky gravou a canção com sucesso alcançando o número 2 da parada Country e número 35 da parada Billboard Hot 100. Um ano mais tarde, James Brown a gravou em um tempo 4/4 ao contrário do tempo 3/4 em que a canção tinha sido originalmente escrita, alcançando o número 18 da parada R&B. Outros intérpretes que gravaram a canção incluem Dave Dudley, Leroy Van Dyke e George e Gwen McCrae.